# 瓦西里·托莫亚格
瓦西里·托莫亚格（羅馬尼亞語：Vasile Tomoiagă，1964年1月20日—），罗马尼亚男子赛艇运动员。他曾代表罗马尼亚参加1984年、1988年和1992年夏季奥林匹克运动会赛艇比赛，获得二枚银牌。